# 백일염화
《백일염화》는 2014년 개봉한 중국의 영화이다.

## 줄거리
<제복>(2003), <밤차>(2007)를 연출한 중국 댜오난 감독의 범죄스릴러 영화이다. 올해 열린 2014 베를린 국제 영화제에서 황금곰상과 남우주연상 은곰상(랴오판)을 수상하여 탄탄한 시나리오와 연출력을 인정받았다. 1999년 겨울, 세기말 분위기의 중국 둥베이 지역 탄광촌에 어느 날 엽기적인 토막살인 사건이 발생한다. 죽은 자는 신비스런 분위기를 가진 미모의 세탁소 직원 우쯔쩐(계륜미 분)의 남편이다. 형사 장즈리(랴오판 분)는 이 사건을 조사하다 총상을 입고 경찰을 그만둔다. 그 후 5년 뒤, 공장 경비원으로 일하며 술에 절어 사는 장즈리 앞에 과거의 동료 왕반장이 나타나 5년 전과 같은 토막살인 사건이 발생한 것을 알려준다. 장즈리는 직감적으로 이 사건이 세탁소 여직원 우쯔쩐과 연관된 것을 알고 그를 찾아가 범인을 추적하고, 마침내 놀랍고 충격적인 연쇄살인범이 모습을 드러낸다. 중국의 물질주의 풍조와 사회상에 대한 비판을 담은 사회성이 강한 범죄스릴러 영화이다.

## 캐스팅
- 요범 - 장즈리 역
- 계륜미 - 우쯔쩐 역
- 왕학병
- 왕경춘
- 예경양